# Burastan
Burastam là một đô thị thuộc tỉnh Ararat, Armenia. Dân số ước tính năm 2011 là 1859 người.